# Standbild Herzog Albas in Antwerpen

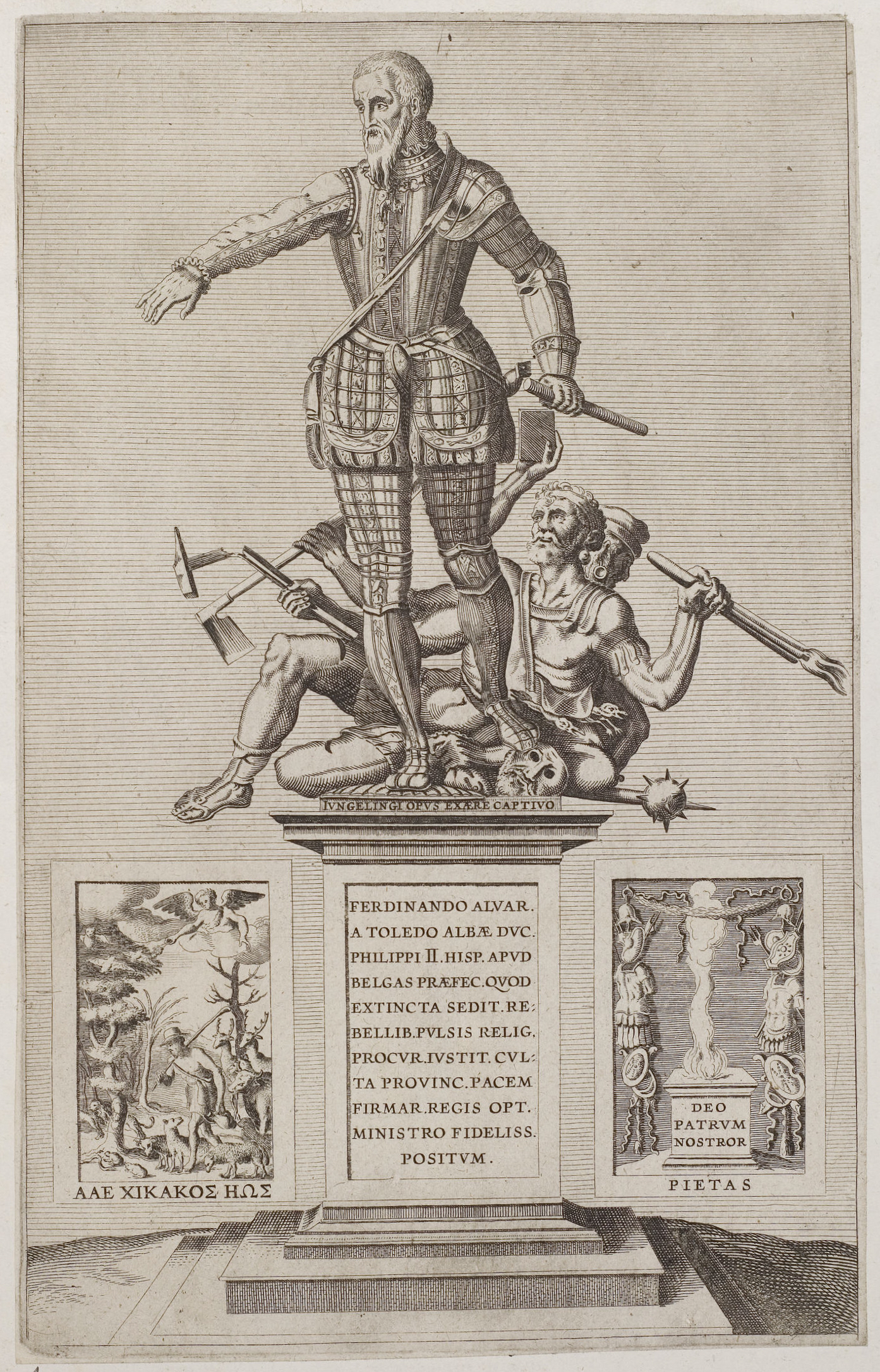
Kupferstich nach einer zeitgenössischen Darstellung

Das Standbild Herzog Albas in Antwerpen war ein Bronzestandbild Fernando Álvarez de Toledos, genannt Alba, im Hof der Zitadelle von Antwerpen. Es zeigte ihn als Bezwinger der aufständischen niederländischen Adeligen und Bauern. Es wurde 1571 aufgestellt und durch Kupferstiche rasch bekannt. Bereits 1574 nach der Abberufung Albas ließ Philipp II das Standbild jedoch wieder entfernen. 1577 eroberten die Niederländer die Zitadelle und zerstörten es.
Der Entwurf stammt von dem spanischen Theologen Benedictus Arias Montanus, ausführender Künstler der Figurengruppe war Jacques Jonghelinck. Der Sockel war eine Arbeit Willem van den Broecks.

## Geschichte
Das Material stammte aus erbeuteten Kanonen der Schlacht von Jemgum. Alba hatte Ludwig von Nassau entscheidend geschlagen und feierte dies mit der Aufstellung eines Siegesmonuments im Hof der von ihm errichteten Zitadelle. Das Bildprogramm entwarf der spanische Theologe Benedictus Arias Montanus, die Ausführung der Figurengruppe übernahm der flämische Bildhauer und Medailleur Jacques Jonghelinck. Auf der Plinthe war Jonghelincks Arbeit dokumentiert: IVNGELINGI OPVS EX AERE CAPTIVO. Der Sockel stammte von Willem van den Broeck. Das Standbild war fünf Meter hoch. Es wurde durch Kupferstiche rasch bekannt, aber bereits 1574 nach der Abberufung Albas wieder demontiert und 1577 nach der Einnahme der Zitadelle durch Niederländer zerstört. Im 17. Jahrhundert soll ein Fragment in Form des Daumens der Friedenshand im Besitz des Dichters und Historiographen Pieter Corneliszoon Hooft gewesen sein, wie dieser in den Nederlandsche Historien erwähnt.

## Bildprogramm
Alba schreitet in Rüstung über eine mehrarmige, doppelköpfige Gestalt. Diese Darstellung hat ihr Vorbild in Herkules’ Überwindung der Hydra oder des Zerberus. Alba ist voll gerüstet, bis auf den rechten Arm, den er zu einer Friedensgeste ausstreckt. Die monströse Gestalt ihm zu Füßen ist mit mehreren Attributen ausgestattet. Die Ausführungen von Benedictus Arias Montanus sind überliefert: Einer der Arme hält die Bittschrift die Madame de Parma überreicht worden war. Darauf bezieht sich auch die Maske, denn die Geuzen (Bettler) hätten bald ihre wahren Absichten gezeigt. Auf die Bezeichnung „Bettler“ weisen auch der Ohrschmuck in Form von Holznäpfen und die Bettelsäcke, aus denen Schlangen kriechen. Der Hammer steht für die Zerstörung der Kirchen, die Holzaxt für den Bildersturm, der Morgenstern für den Angriff auf den König, die Fackel für die Brandschatzung der Kirchen und des Landes. Die Doppelköpfigkeit weist auf Ketzerei hin. Einer der Köpfe gehört einem Adeligen, der andere einen Bauern.
Das linke Sockelrelief zeigt einen Hirten mit, im biblischen Sinne, reinen Tieren wie Schafe, Rinder und Hirsche. Über ihm in den Wolken vertreibt die personifizierte Morgenröte die Dunkelheit und damit die unreinen Tiere wie Schlangen, Kröten, Wölfe, Eulen und Fledermäuse. Ein spanisches Wort für Morgenröte ist „Alba“. Herzog Alba schafft also für König Philipp II Ordnung, damit dieser seinem Amt als „guter Hirte“ nachgehen kann. Im rechten Feld brennt ein Opferfeuer, beigegeben sind erbeutete Waffen. Die lateinische Inschrift des Sockels lautet übersetzt: „Für Ferdinand Álvarez von Toledo, Herzog von Alba, Statthalter Philipps II., den treuesten Diener des besten Fürsten, in den Niederlanden errichtet, weil er den Aufstand unterdrückte, die Rebellen vertrieb, den Glauben schützte, Gerechtigkeit übte und den Frieden in den Provinzen festigte.“

## Zeitgenössische Reaktionen

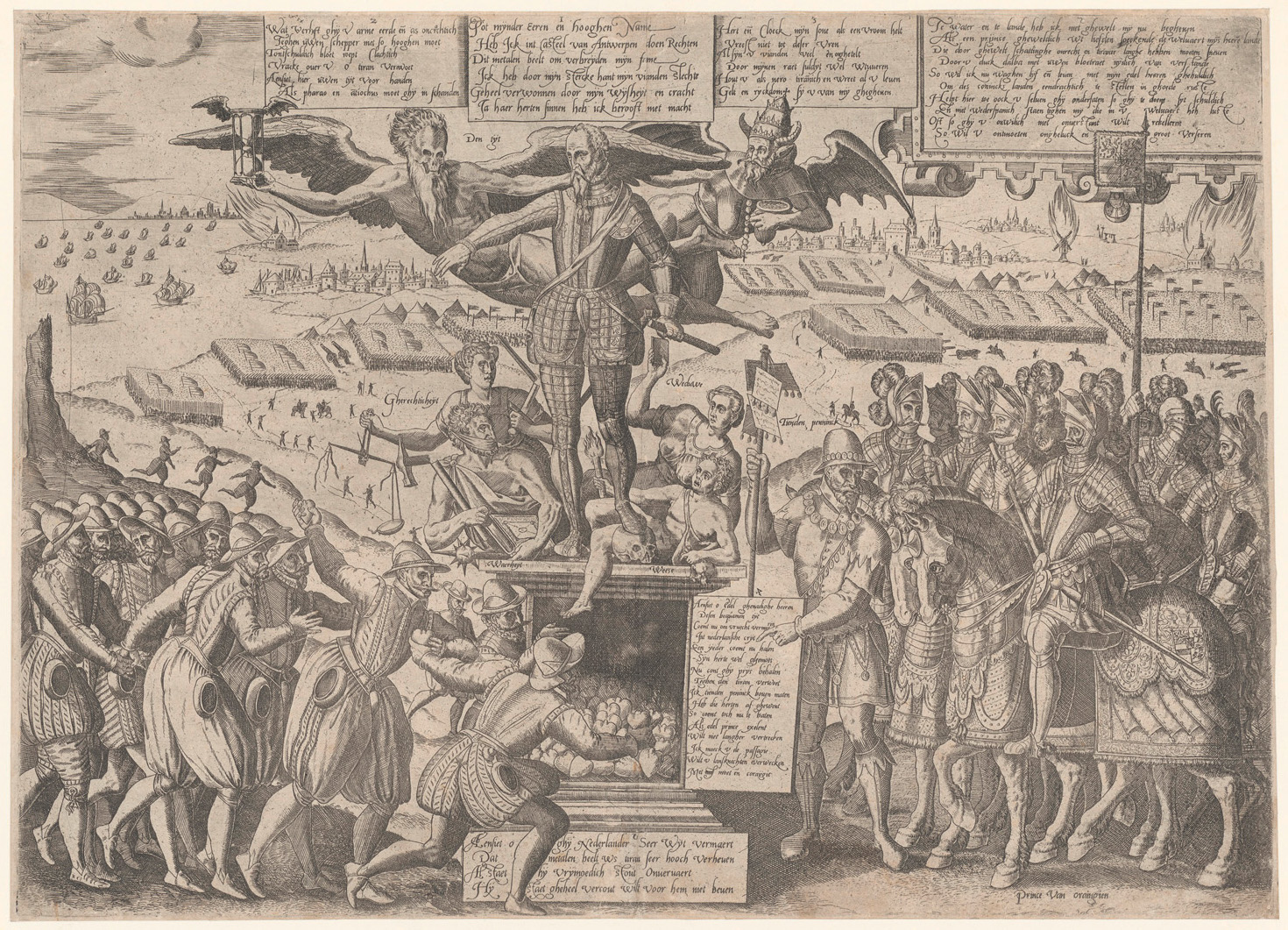
Flugblatt auf das Standbild des Herzogs Alba. Rijksmuseum Amsterdam, ca. 1572

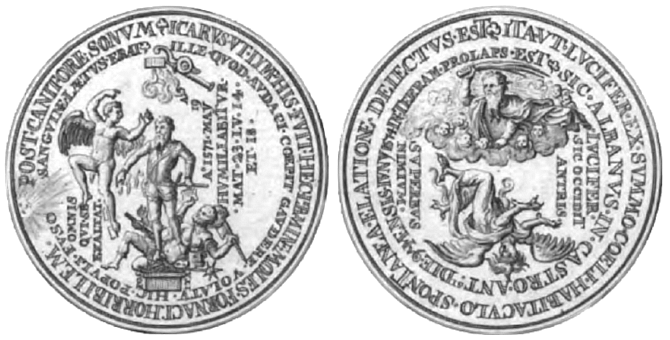
Geuzenmedaille zum Abbruch des Denkmals. Kupferstich in: Histoire Metallique des XVII provinces des Pay-Bas, 1732

Wilhelm I. von Oranien polemisierte 1572 in seiner Schrift Germaniam inferiorem libertati vindicantis ad ordines et populum denuntiatio:

„Eure Bittschriften werden voll Verachtung, ohne sie auch nur anzuhören, verworfen. Sie werden mit der Gebärde der rechten Hand unterdrückt, die den Frieden wiederherstellt, was nichts anderes bedeutet, als dass alle freien Stimmen bei Abstimmungen und Gesetzesanträgen bei Hofe unterdrückt werden [...].“

Das Monument wurde rasch zum Gegenstand der Satire: Ein Flugblatt von um 1572 im Rijksmuseum Amsterdam zeigt eine Abwandlung in der Alba von Zeit und Teufel umschwebt Gerechtigkeit und Wahrheit sowie eine Witwe und eine Waise niedertritt. Anlässlich des Abbruchs des Denkmals 1574 erschien eine Geuzenmedaille. Diese zeigt auf der Vorderseite das Denkmal gemeinsam mit dem aufsteigenden Ikarus, einer Kanone und einen Schmelzofen und auf der Rückseite den Sturz Satans.